# C16H30
化学式C16H30（摩尔质量：226.4 g/mol，不饱和度为2）可指：
- 十六炔
  - 1-十六炔，CAS号：629-74-3 
  - 2-十六炔，CAS号：629-75-4 
  - 3-十六炔，CAS号：61886-62-2 
  - 4-十六炔，CAS号：？
  - 5-十六炔，CAS号：71899-37-1 
  - 6-十六炔，CAS号：？
  - 7-十六炔，PubChem CID：549042
  - 8-十六炔，CAS号：19781-86-3
- 环十六烯，CAS号：？

|  | 这个同类索引页列出了具有相同分子式的化学物（即同分異構體）条目。 除非您是有意链接至本页，否则应将相应条目的内部链接指向正确的条目。 |